# Quercus gravesii
Quercus gravesii, anomenat amb els noms anglesos Chisos Red Oak o Grave's Oak, és una espècie de roure que pertany a la família de les fagàcies i està dins de la secció dels roures vermells. Es troba a Mèxic i als Estats Units.

## Descripció
És un arbre caducifoli que arriba als 12 m d'alçada. L'escorça és de color negre, gruixuda i estriada, llises a les branques. Les branques són primes, grises o de color marró-vermellós. Les gemmes terminals són marronoses, ovoides, sense pèls, entre 2-5 mm de llarg, amb escates ciliades. Les fulles fan 5-10 x 4-8 cm, el·líptiques oblongues, primes però corretjoses. La base de les fulles són arrodonides o cuneïformes. El seu àpex és obtús a la punta, amb 3-7 lòbuls dentats, amb profundes escotadures arrodonides. El lòbul terminal d'allargassat, sense pèl, de color verd fosc brillant per sobre, pàl·lid i vermellós per sota, amb flocs axil·lars, de color vermell quan es desenvolupa i en la caiguda de les fulles. El pecíol és sense pèl, entre 0,5-2 cm de llarg. Les flors floreixen a la primavera. Les glans fan entre 1,2 a 1,5 cm, ovoides, soles o per parelles, a vegades més, en un curt peduncle. Les glans estan tancades per una cúpula entre 1/3 a 1/2 de profunditat, turbinada, 1,5 cm d'ample. Les glans maduren al cap de 2 anys.

## Distribució
Quercus gravesii es pot trobar en tres àrees restringides però comunes en la seva àrea de distribució del sud-oest de Texas (Estats Units), incloses el Parc Nacional Big Bend, i les serres veïnes de l'Estat de Coahuila, a Mèxic., entre 1200-2300 m.